# Julianakerk (Veenendaal)
De Julianakerk is een kerkgebouw in de Utrechtse gemeente Veenendaal, gelegen aan de Prins Bernhardlaan 26.

## Geschiedenis
Gebouwd als Ned. Hervormde kerk.
Belangrijke, karakteristieke, grote protestantse stadskerk met terzijde staande toren. De zadeldakvormige torenbekroning is, na beschadiging in 1944, vervangen door de huidige torenspits. De kerk is architectonisch verwant aan de eveneens door Mensink ontworpen, en gelijknamige kerk aan de Deventerstraat in Apeldoorn.
- De Hervormde Gemeente Veenendaal rekent zichzelf  tot de PKN, en ook tot de Gereformeerde Bond.
- Nog voor de realisatie en in gebruikneming van de Julianakerk op 1 maart 1928 was er al in 1927 een eerste predikant in de wijkgemeente Noord bevestigd, namelijk ds. N. van der Snoek.

| predikanten wijk 7 Dragonder | jaren in de gemeente |
| ---------------------------- | -------------------- |
| Ds. P. Vermaat               | 1978 - 1986          |
| Ds. H.W. Riphagen            | 1986 - 1992          |
| Ds. A. van de Meer           | 1993 - 2002          |
| Ds. C. van de Scheur         | 2003 - 2019          |
| Ds. M.W. Westerink           | 2021 - heden         |

| predikanten wijk 1 Noord | jaren in de gemeente |
| ------------------------ | -------------------- |
| Ds. N. van der Snoek     | 1927 -1935           |
| Ds. W.L. Mulder          | 1937-1945            |
| Ds. R. de Bruin          | 1945 – 1948          |
| Ds. K. van de Pol        | 1949 – 1960          |
| Ds. P. de Jong           | 1960 – 1965          |
| Ds. S.P. van Assenberg   | 1966 – 1971          |
| Ds. Joh. Verwelius       | 1972 – 1977          |
| Ds. E.M. Bakker          | 1978 – 1982          |
| Ds. J.R. Volk            | 1983 – 1987          |
| Ds. Iz. Kok              | 1988 – 1992          |
| Ds. B.J. van Vreeswijk   | 1992 – 2009          |
| Ds. M. Maas              | 2011 – 2017          |
| Ds. H. Russcher          | 2017 – 2024          |

## Orgel
Het orgel in de Julianakerk te Veenendaal werd in 1928 gebouwd door de firma Sauer uit Frankfort an der Oder. Het instrument had twee manualen en vrij pedaal, en was gebouwd met pneumatische kegelladen. Het orgel werd geleverd via de Nederlandse agent van Sauer, de firma R. van den Burg te Amersfoort. Begin jaren 1980 is het instrument geëlektrificeerd. Er werd ook een nieuwe speeltafel geplaatst met drie manualen, afkomstig van een orgel van Emile Verschueren uit 1954, gebouwd voor de Minderbroederskerk in Sint Truiden. De dispositie is aanzienlijk uitgebreid, en er is een Positief als derde manuaal toegevoegd. De werkzaamheden werden uitgevoerd door Gert van de Hoef, organist van de kerk. Het toegevoegde pijpwerk is vrijwel allemaal tweedehands gekocht. De Vox Humana 8' komt uit het Steinmeyer-orgel van de Prinsessekerk in Amsterdam. De Fagot 16' komt uit de Gereformeerde Kerk te Nijverdal. Een deel van het pijpwerk van het nieuwe Positief komt uit het orgel van de Bachzaal van het Sweelinck Conservatorium in Amsterdam. Verder nog veel pijpwerk uit verschillende afgebroken orgels van Verschueren en uit het oude binnenwerk (o.a. van Nohlting) van de Nieuwe Kerk in Katwijk. Van Sauer zijn nog de windladen van het hoofd- en het zwelwerk over, evenals delen van het pijpwerk van de zestien-voets registers. Nog helemaal van Sauer zijn alleen de Contrabas 16' en de Openfluit 8' van het pedaal. In later tijd is het orgel weer aangepast. Een deel van de toegevoegde registers is verwijderd. Er is een generaal-crescendo geplaatst, en de speeltafel is gerenoveerd. De firma De Wit uit Nieuw-Vennep voerde in 2021-2022 een renovatie uit. Er is bij het liturgisch centrum een nieuwe speeltafel geplaatst. De dispositie is wat uitgedund en er heeft een herintonatie plaatsgevonden.
- 2023 - In de Julianakerk in Veenendaal werd 22 januari 2023 het gerestaureerde orgel weer in gebruik genomen.

## In de media
Uit Het Vaderland, 25 januari 1927Te Veenendaal wordt ten behoeve der Ned. Herv. gemeente een nieuwe kerk gebouwd met toren, die met installatie ruim f 75.000 zal kosten.
Uit Nieuwe Rotterdamsche Courant, 2 maart 1928Nadat Woensdagavond de overdracht had plaats gehad, is gisteravond het 2de nieuwe kerkgebouw der Ned. Herv. gemeente te Veenendaal plechtig, onder een algemeene opkomst van leden en belangstellenden, in gebruik genomen. Ook waren aanwezig het dagelijksch bestuur der gemeente Veenendaal en van Ede; het laatste, doordat het kerkgebouw te Geldersch-Veenendaal, zijnde gemeente Ede, staat. Ds. Jongebreur, als eerste predikant, trad op met het voorlezen en laten zingen van Psalm 84 : 1 en 2, waarna hij een voor de plechtigheid toepasselijk woord sprak en dank bracht aan allen, die aan de totstandkoming van het gebouw en het verkrijgen van den inventaris hadden medegewerkt. Vervolgens werd nog het woord gevoerd door den tweeden predikant, ds. Van Wijngaarden; verder door ds. Van de Meene, van Langbroek: ds. Couvée, van Amerongen; den burgemeester mr. [van] Kuyk van Veenendaal, en burgemeester baron Creutz van Ede, waarna ds. Jongebreur met dankgebed de plechtigheid besloot.
Het kerkgebouw is ontworpen door den architect Mensink te Apeldoorn, met medewerking van den architect De Geit te Veenendaal, en onder dagelijksch toezicht van den opzichter Van Eyck door de aannemers Van Erk en Huitink te Veenendaal gebouwd en heeft met den inventaris ruim ƒ 100.000 gekost. De kerk bevat 1100 zitplaatsen en is voorzien van electrisch licht en gasverwarming. De banken zijn van gebeitst ebbenhout, het doopbekken is van zilver, evenals het avondmaalstel, geschenken van een inwoner van Veenendaal. Het gebouw, met zijdelings een slanken toren, is opgetrokken van bruingrijze steen en met roode pannen gedekt.
Uit Reformatorisch Dagblad, 19 juli 2011De gemeente Veenendaal geeft eenmalig een subsidie van 50.000 euro voor de restauratie van de toren van de Julianakerk in Veenendaal. Daartoe heeft het college van burgemeester en wethouders recent besloten. De toren moet nieuw voegwerk krijgen. In de in 1928 in gebruik genomen kerk komt een van de hervormde wijkgemeenten van Veenendaal samen.